# Seznam.cz
Seznam.cz (seznam — «список») — чешский интернет-портал. Был основан Иво Лукачовичем в 1996 году, став одной из первых поисковых систем и одним из первых каталогов интернет-сайтов в Чехии.
По состоянию на 2009 год являлся самой популярной поисковой системой страны. На его долю приходилось 53,91% поисковых запросов в Чешской Республике, «Гугл» же был на втором месте с 32,85 процентами. Таким образом, вместе с Baidu (Китай), Naver (Южная Корея), Yahoo! Japan (Япония) и «Яндексом» (Россия) это до 2011 года была одна из всего пяти поисковых систем в мире, сумевшая в отдельно взятой стране превзойти глобального лидера среди поисковых систем компанию Google.